# Vireó olivaci
La vireó olivaci (Hylophilus olivaceus) és un ocell de la família dels vireònids (Vireonidae).

## Hàbitat i distribució
Habita boscos, vegetació secundària i matolls dels Andes, a l'est de l'Equador i nord del Perú.